# Susil Premajayantha

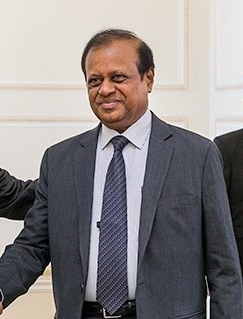
Susil Premajayantha (15. Januar 2017)

Susil Premajayantha (Sinhala: සුසිල් ප්‍රේමජයන්ත්; Tamil: சுசில் பிரேமஜயந்த்; * 10. Januar 1955) ist ein srilankischer Politiker der Sri Lanka Freedom Party (SLFP) und seit 2018 der Sri Lanka Podujana Peramuna (SLPP), der unter anderem von 1995 bis 1998 sowie erneut von 1999 bis 2000 Chefminister der Westprovinz war. Er ist seit 2001 Mitglied des Parlaments von Sri Lanka und bekleidete zahlreiche Ministerämter. Seit 2022 ist er Bildungsminister im Kabinett von Premierminister Dinesh Gunawardena und zugleich Mehrheitsführer der Regierung im Parlament.

## Leben
Susil Premajayantha begann nach dem Besuch des St. John’s College in Nugegoda ein Studium der Rechtswissenschaften an der University of Colombo (UoC), welches er 1982 mit einem Bachelor of Laws (LL.B.) beendete. Er absolvierte außerdem 1982 Prüfungen am Institute of Bankers und nahm nach seiner anwaltlichen Zulassung beim Law College of Sri Lanka eine Tätigkeit als Rechtsanwalt auf. Er engagierte sich seit den 1990er Jahren für die Sri Lanka Freedom Party SLFP und war von 1991 bis 1993 stellvertretender Vorsitzender des Stadtrates von Kotte sowie von 1995 bis 2016 Mitglied des Zentralkomitees der SLFP. Als Nachfolger des am 11. Juli 1995 verstorbenen Morris Rajapakse übernahm er am 13. Juli erstmals das Amt als Chefminister der Westprovinz und bekleidete dieses bis Juni 1998. Daraufhin blieb das Amt vom Juni 1998 bis April 1999 zehn Monate lang vakant, ehe er zum zweiten Mal Chiefminister dieser Provinz wurde. Er bekleidete dieses Amt bis zum 9. November 2000 und wurde daraufhin von Reginald Cooray abgelöst.
2000 wurde Premajayantha für die SLFP innerhalb des Wahlbündnisses People’s Alliance erstmals Mitglied des Parlaments und vertrat dort zunächst bis 2001 den Wahlkreis Gampaha. Im ersten Kabinett von Premierminister Ratnasiri Wickremanayake fungierte er vom 10. August 2000 bis zum 9. Dezember 2001 erstmals als Bildungsminister (Minister of Education). Seit 2001 vertritt er den Wahlkreis Colombo im Parlament und absolvierte daneben ein postgraduales Studium im Fach Verwaltungswissenschaften an der University of Sri Jayewardenepura (USJ) und schloss dieses 2004 mit einem Master of Public Administration (MPA) ab. Am 20. Januar 2004 wurde er erster Generalsekretär der neu gegründeten Parteiallianz United People’s Freedom Alliance (UPFA) und bekleidete diese Funktion bis zu seiner Ablösung durch Wiswa Warnapala am 14. August 2015. Im ersten Kabinett von Premierminister Mahinda Rajapaksa übernahm er am 10. April 2004 das Amt als Minister für Kraftwerke und Energie (Minister of Power and Energy) und hatte dieses bis zum 23. November 2005 inne. Im darauf folgenden zweiten Kabinett von Premierminister Ratnasiri Wickremanayake bekleidete er vom 23. November 2005 bis am 23. April 2010 erneut den Posten als Bildungsminister.
Danach war Susil Premajayantha im Kabinett von Premierminister D. M. Jayaratne vom 23. April 2010 bis am 28. Januar 2013 zunächst Minister für Erdölindustrie (Minister of Petroleum Industries) sowie nach einer Kabinettsumbildung vom 28. Januar 2013 bis zum 12. Januar 2015 Minister für Umwelt und erneuerbare Energie (Minister of Environment and Renewable Energy). Er fungierte zudem von 2012 bis 2016 erst als stellvertretender Vorsitzender und daraufhin von 2016 bis 2018 als Nationaler Organisator der SLFP. Im zweiten Kabinett von Premierminister Ranil Wickremesinghe von der United National Party UNP übernahm er vom 4. September 2015 bis zum 12. April 2018 das Amt als Minister für Minister für Technologie, technische Bildung und Beschäftigung (Minister of Technology, Technical Education and Employment). Im zweiten Kabinett von Premierminister Mahinda Rajapaksa wurde er am 8. November 2018 als Innenminister vereidigt. Am folgenden 9. November 2018 löste Staatspräsident Maithripala Sirisena das Parlament auf und rief Neuwahlen für den 5. Januar 2019 aus. Am 13. November 2018 erließ der Oberste Gerichtshof eine Aussetzungsanordnung für die Auflösung, bis zu einer endgültigen Entscheidung im Dezember. Am 14. November 2018 verabschiedete das Parlament (per Stimmabgabe) einen Misstrauensantrag gegen Premierminister Mahinda Rajapakse. Staatspräsident Sirisena lehnte die Abstimmung mit der Begründung ab, dass die ordnungsgemäßen Verfahren nicht eingehalten worden seien. Am 16. November 2018 verabschiedet das Parlament einen neuen Misstrauensantrag. Das Berufungsgericht erließ am 3. Dezember 2018 eine Aussetzungsanordnung, die Mahinda Rajapakse die Tätigkeit als Premierminister verbot. Am 12. Dezember stimmte das 225-köpfige Parlament mit 117 zu 0 Stimmen dafür, dem zuvor am 26. Oktober 2018 entlassenen Premierminister Ranil Wickremesinghe sein Vertrauen auszudrücken. Am 13. Dezember entschied der Oberste Gerichtshof, dass die Auflösung des Parlaments am 9. November 2018 verfassungswidrig war. Am 15. Dezember trat Rajapakse als Premierminister zurück, woraufhin am 16. Dezember 2018 Wickremesinghe erneut zum Premierminister ernannt und vereidigt wurde. Am 20. Dezember 2018 wurde sein Kabinett bekannt gegeben und vereidigt, dem, wie in seiner vorherigen Regierung, Tilak Marapana als Außenminister, Vajira Abeywardena als Innenminister und Mangala Samaraweera als Finanzminister angehörten.
Nachdem Premajayantha die SLFP verlassen hatte, ist er 2018 Mitglied der Sri Lanka Podujana Peramuna (SLPP) sowie 2020 Mitglied des Wahlbündnisses Sri Lanka People’s Freedom Alliance (SLPFA), zu dem die SLPP gehört. Am 20. Mai 2022 wurde er als Bildungsminister ist das vierte Kabinett von Premierminister Ranil Wickramasinghe und bekleidet dieses Ministeramt auch im darauf folgenden Kabinett von Premierminister Dinesh Gunawardena berufen, welches am 22. Juli 2022 gebildet wurde. Seit dem 27. Juli 2022 ist er als Nachfolger von Dinesh Gunawardena zugleich Mehrheitsführer der Regierung im Parlament (Leader of the House).